# Parque Colón (Buenos Aires)

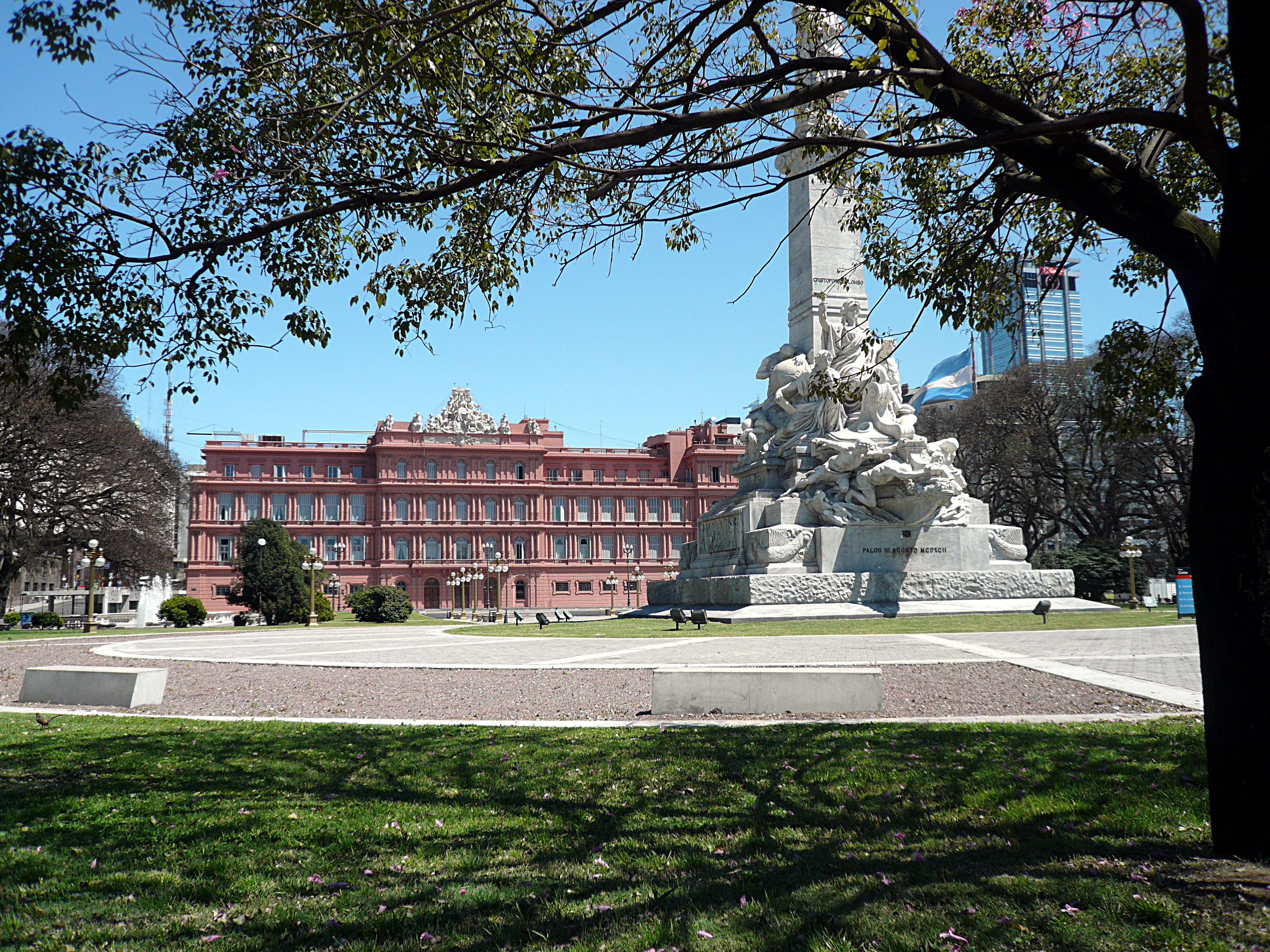
El Parque Colón (2008), destacándose el Monumento a Cristóbal Colón, donación de la comunidad italiana en ocasión del Centenario Argentino.

El Parque Colón es un espacio verde público que se encuentra contiguo a la Casa Rosada, hacia el este, en el barrio de Monserrat, ciudad de Buenos Aires, Argentina.

## Ubicación
El semicírculo de su planta principal era el indicio de que el Parque Colón recubria los cimientos de la Aduana Nueva o Aduana Taylor la cual por su parte fue construida sobre terrenos ganados al Río de la Plata a unos pocos cientos de metros al este de la Casa Rosada, la Casa Rosada por su parte se construyó sobre la manzana en la cual antes se emplazaba el Fuerte de Buenos Aires.

Así el Parque Colón porteño está delimitado por la Avenida de la Rábida, y hacia el oeste linda con la Casa de Gobierno. Hasta 1983 lo separaba de la sede del Poder Ejecutivo la avenida Paseo Colón, pero en la actualidad ese espacio fue anexado al parque.

## Historia

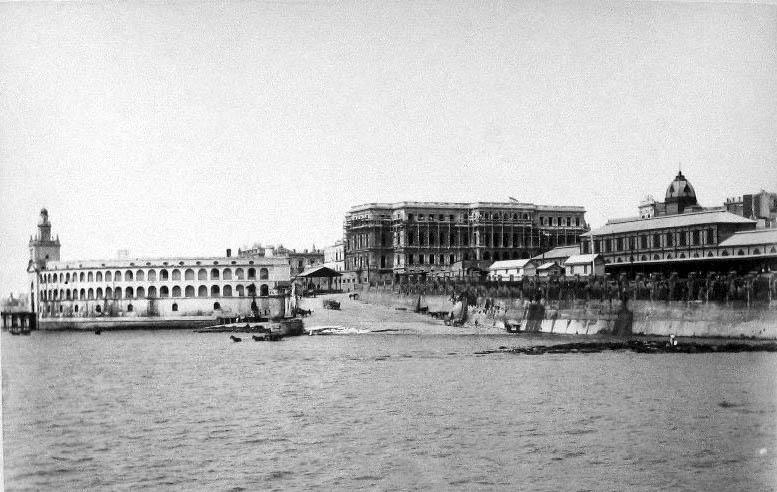
La Aduana de Edward Taylor, junto a la actual Casa Rosada, en construcción (ca. 1880).

Los predios en los cuales se encuentra hoy el Parque Colón datan de la década de 1850, cuando Buenos Aires decidió la construcción de su nueva Aduana portuaria. El diseño del ingeniero británico Edward Taylor propuso el relleno de la ribera costera detrás del entonces Fuerte de Buenos Aires para construir encima la aduana, de planta semicircular, con el lado redondo mirando al este, al río.
Por otra parte, Buenos Aires carecía de una costa adecuada para la llegada de grandes embarcaciones, porque el Río de la Plata tenía muy poca pendiente. Los barcos debían anclarse río adentro, y un servicio de botes acercaba a los pasajeros o las cargas. Por ello, ya desde mediados del siglo XIX se barajaron distintas propuestas para la construcción de un puerto para la ciudad. Finalmente, la del empresario Eduardo Madero fue aprobada en 1882, y construida entre 1887 y 1898. Se la llamó Puerto Madero.
Las obras de relleno para el nuevo puerto supusieron el alejamiento de la ribera con respecto al eje del antiguo Paseo de Julio (hoy avenida Alem), por lo cual la vieja aduana resultó inútil, y por ello fue demolida.
Se decidió entonces la parquización del espacio hasta entonces ocupado por la aduana, y del proyecto se hizo cargo el paisajista francés Charles Thays. El espacio fue finalmente inaugurado el 9 de octubre de 1904, y se lo llamó Parque Colón. En un primer momento estuvo protagonizado por la llamada Fuente Monumental, pieza de catálogo de la casa Val D'Osne traída de Francia.
Con motivo del Centenario de la Revolución de Mayo, ocurrido en 1910, la comunidad italiana donó a Buenos Aires el Monumento a Cristóbal Colón, en homenaje a Cristóbal Colón, obra del escultor Arnaldo Zocchi realizada en mármol de Carrara. Por eso, la Fuente Monumental fue desmantelada por la Municipalidad. Algunas de sus piezas están actualmente distribuidas por distintos lugares de Buenos Aires.
El Monumento a Colón fue finalmente inaugurado el 15 de junio de 1921, mirando al este. Tiene 6 metros de altura y 40 toneladas de peso, está sostenida por una columna de un solo bloque y que pesa 35 toneladas.

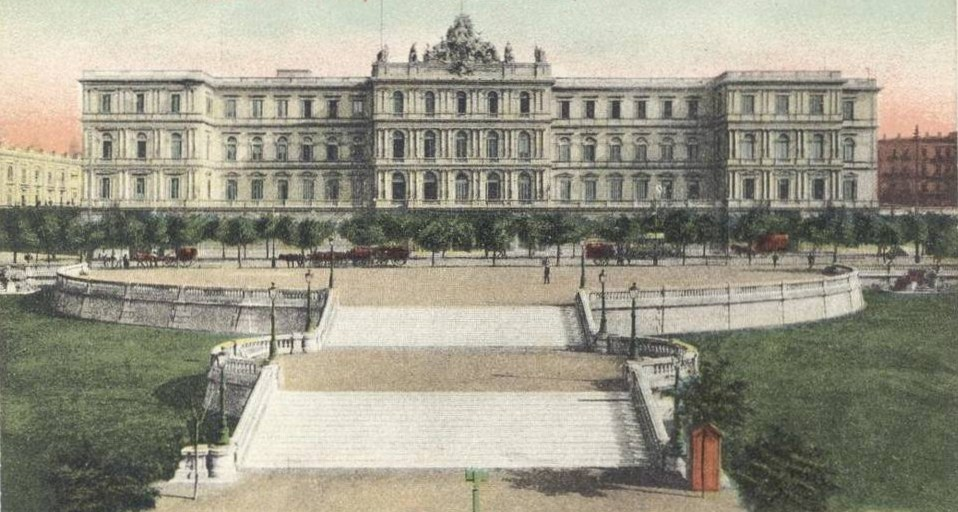
El Parque Colón recién terminado (ca. 1905), aún sin el monumento.

El parque fue objeto de los bombardeos realizados por aviones de la Armada argentina contra la población civil de Buenos Aires en el bombardeo y ametrallamiento de la Plaza de Mayo del 16 de junio de 1955, en el cual un grupo opuesto al presidente Juan Domingo Perón atacó la Casa Rosada con el objetivo de asesinarlo. La metralla disparada por los aviones impactó al monumento, que aún conserva las marcas de los disparos. Un trolebús repleto, frente a la plaza Colón, fue destruido por una bomba: solo allí hubo 65 muertos, la mayoría de sus cuerpos quedaron despedazados por la explosión que dio de lleno en el trolebús.
Durante la dictadura autodenominada Proceso de Reorganización Nacional (1976-1983), se modificó el contorno del parque, ampliando la Avenida de la Rábida y ganando espacio para estacionamiento de vehículos.
Esto hizo perder la simetría a la planta del espacio verde, que quedó deformado, hasta que durante la presidencia de Néstor Kirchner y jefatura de gobierno de Jorge Telerman comenzaron las obras de restauración y remodelación de la Casa Rosada y el Parque Colón, que recuperó su forma original y sumó un vivero para mantenimiento de las plantas de la Casa Rosada, una escalinata de mármol.
La idea fue que la plaza integre el mismo predio que la Casa Rosada, en una especie de polo cultural que unirá el museo de la Casa de Gobierno, los túneles de la antigua aduana de Taylor y el Museo del Bicentenario.
En 2017, durante la Presidencia de Mauricio Macri, se llevaron a cabo reformas para la construcción del Paseo del Bajo, debido a esto, se tuvieron que realizar reformar en diferentes lugares, uno de esos lugares fue la Avenida La Rábida que fue achicada. Esto hizo que la forma semicircular del parque se pierda y que la simetría devuelta en las reformas de remodelación y restauración que se realizaron anteriormente, se pierdan, quedando el Parque con una forma semicircular rara y sin simetría.

## Descripción

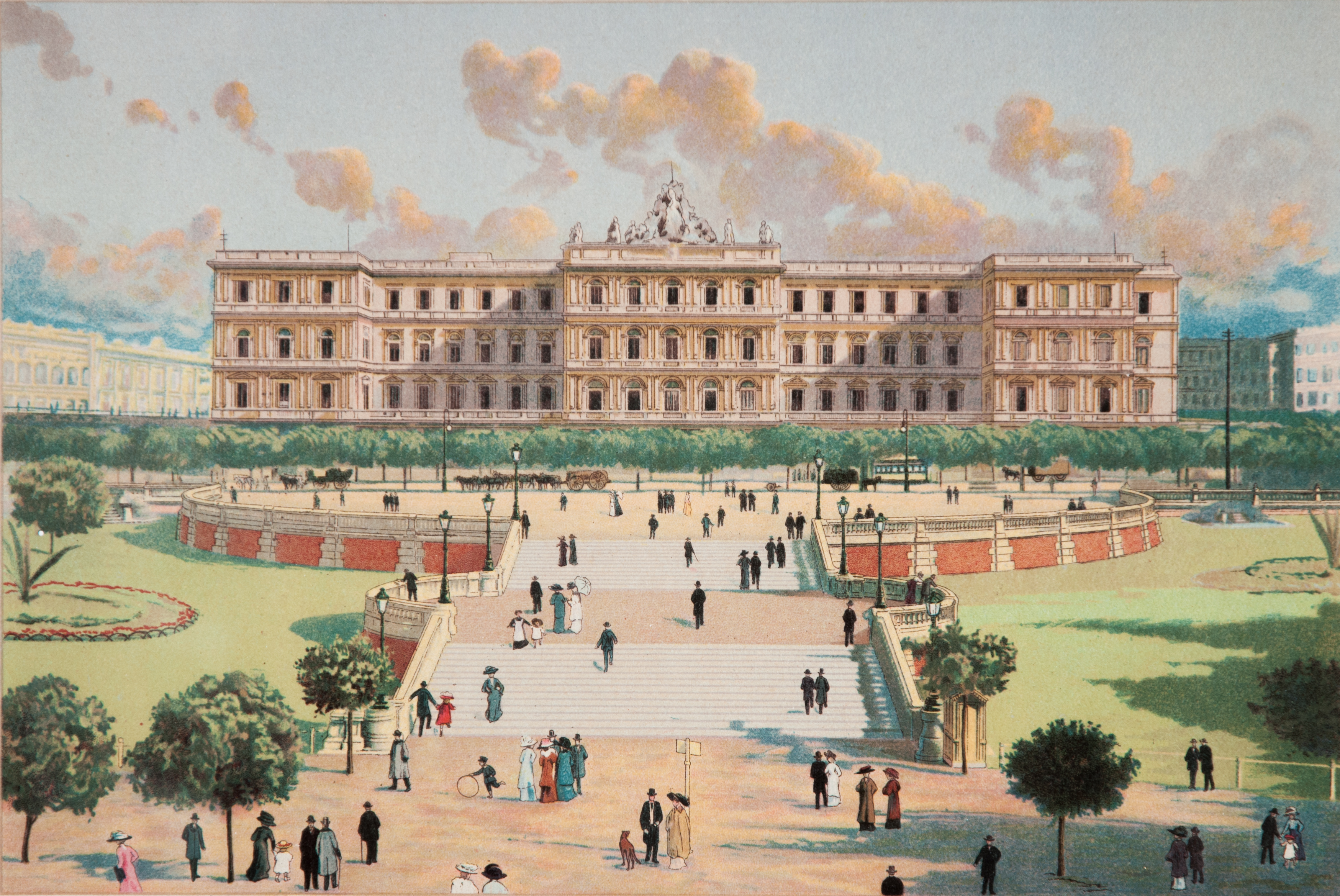
Litografía del parque, con la Casa Rosada, en 1910.

La plaza tenía una planta semicircular que recubre gran parte el antiguo asiento de la Aduana Taylor, con el lado redondo (hasta 1900 zona entonces costera bordeada por el Río de la Plata) marcado por la Avenida de La Rábida y el lado recto antiguamente delimitado por la avenida Paseo Colón. En la actualidad está ahí el Museo del Bicentenario, construido aprovechando galerías de la vieja Aduana de Taylor que habían sido desenterradas en los años ochenta, colocándoles una cubierta de hierro y vidrio y transformando el espacio en un museo dedicado a los presidentes argentinos y a la Historia nacional, además de encontrarse allí el mural "Ejercicio plástico", del mexicano David Alfaro Siqueiros.
Desde el año 2006 hasta la actualidad esta rodeado por un cerco de rejas de hierro que continuaba por ambos lados de la Casa Rosada y recorría su frente sobre la calle Balcarce.
En junio de 2013, mediante una medida que causó controversias, el monumento a Colón fue desguazado y posteriormente retirado. En su lugar fue emplazado un monumento a Juana Azurduy realizado por el artista argentino Andrés Zerneri con dinero donado por el gobierno de Bolivia. Este monumento fue inaugurado en julio de 2015 aunque aún no estaba totalmente terminado (a julio de 2016 todavía no estaba concluido, causando daños en su estructura).
El 16 de septiembre de 2017 el monumento a Juana Azurduy fue trasladado a la Plaza del Correo, en el marco de las tareas para la construcción del Paseo del Bajo.